# دبلیودبلیوئی نو وی اوت
نو وی اوت (به انگلیسی: NO WAY OUT) یک رویداد غیر رایگان (Pay-Per-View) در کشتی حرفه‌ای می‌باشد که توسط کمپانی دبلیودبلیوئی تهیه می‌شوداین پی پر ویو اولین بار در سال ۱۹۹۸ در IN YOUR HOUSE برگزار شد و از دو سال بعد به مدت نه سال تا سال ۲۰۰۹ پشت سرهم برگزار می‌شد، از سال ۲۰۰۲ تا سال ۲۰۰۹ مسابقات الیمینشن چمبر مچ در این پی پر ویو برگزار می‌شد ولی از سال ۲۰۱۰ این نوع مسابقه در پی پر ویو دیگری برگزار می‌شد.

## برگشت نو وی اوت در سال ۲۰۱۲
در سال ۲۰۱۲ در ماه جوئن جان لوریانس جنرال منیجر راو و اسمک دان تصمیم به ایجاد این پی پر ویو گرفت دلیل اصلی این کار مینی اونت شب همان پی پر ویو بود که در قفس استیل کیج بین بیگ شو و جان سینا بود که قرار بود اگر جان سینا به پیروزی برسد جان لوریانس از کار برکنار خواهد شد و اتوریتی جای او را می‌گیرد.